# Elizabeth Catlett
Elizabeth Catlett (ur. 15 kwietnia 1915 w Waszyngtonie, zm. 2 kwietnia 2012 w Cuernavaca) – amerykańska rzeźbiarka, graficzka i malarka.

## Życiorys
Jej rodzice (Mary Carson i John Catlett) pracowali w edukacji. Miała dwoje rodzeństwa.
Szkoły podstawowe i średnie ukończyła w Waszyngtonie. W latach 1932–1953 studiowała malarstwo na Uniwersytecie Howarda. Po studiach podjęła pracę jako nauczycielka w liceum w Durham w Karolinie Północnej. Z pracy zrezygnowała po dwóch latach.
W 1938 r. rozpoczęła studia na University of Iowa, pod kierunkiem malarza Granta Wooda. Podczas tych studiów zainteresowała się rzeźbą i zdobyła w niej duże umiejętności. W 1940 jej rzeźba Mother and Child zdobyła pierwszą nagrodę podczas American Negro Exhibition w Chicago.
W 1940 podjęła naukę w Art Institute of Chicago. Tam poznała swojego przyszłego męża, Charlesa Wilberta White'a (ich małżeństwo trwało od 1941 do 1946 r). Pracowała na Dillard Univeristy w Nowym Orleanie. W 1942 porzuciła pracę i przeniosła się do Nowego Jorku, gdzie uczyła się litografii w Art Students League. W tamtym czasie pracowała także z rosyjskim rzeźbiarzem Ossipem Zadkine, pod którego wpływem jej sztuka nabrała cech bardziej abstrakcyjnych.
W 1946 roku odbyła podróż do Meksyku, gdyż uzyskała stypendium na stworzenie tam cyklu grafik na temat życia czarnych kobiet. Tam podjęła naukę w ramach warsztatu Taller de Grafica Popular i poznała ważnych artystów meksykańskich, m.in. Diego Riverę i Leopolda Mendeza. W 1947 wyszła za meksykańskiego artystę Francisco Morę i zdecydowała się na stałe pozostać w Meksyku.
Wraz z mężem zaangażowała się politycznie. 1949 roku aresztowano ją za udział w strajku pracowników kolejowych w Meksyku. Lewicowe poglądy sprawiły, że stała się obiektem zainteresowania Komisji do Badania Działalności Nieamerykańskiej Izby Reprezentantów, w związku z czym zrzekła się obywatelstwa amerykańskiego i straciła prawo wjazdu do Stanów Zjednoczonych. Dopiero w 1971 pojawi się w USA, dzięki uzyskaniu specjalnej wizy na udział w swojej wystawie retrospektywnej w Studio Museum w Harlemie.
W 1958 została pierwszą kobietą wykładającą rzeźbę na Narodowym Uniwersytecie Autonomicznym Meksyku i rozpoczęła kierowanie tamtejszym wydziałem rzeźby.
W 2002 r. owdowiała. Miała trójkę dzieci.
Emeryturę spędziła w Cuernavaca. Zmarła 2 kwietnia 2012.

## Sztuka
Artystka zajmowała się rzeźbą (m.in. drewno, kamień), ceramiką i litografią. Sztuka Catlett jest sztuką zaangażowaną, poświęconą ekonomicznym i społecznym ludzi czarnych i nieuprzywilejowanych. Upominała się o równouprawnienie i poszanowanie praw człowieka.
Wybrane dzieła:
- Mother and Child (rzeźba, 1939)
- cykl Prawa człowieka (1969)
- Czarna jedność (rzeźba, 1968)
- W hołdzie dla moich młodych czarnych sióstr (rzeźba, 1969)
- Malcolm X przemawia w naszym imieniu (litografia, 1969)
- W hołdzie dla Czarnych Panter (litografia, 1970)
- Bather (rzeźba, 2009)
- Harriet (litografia, 1975)